# 黑石号

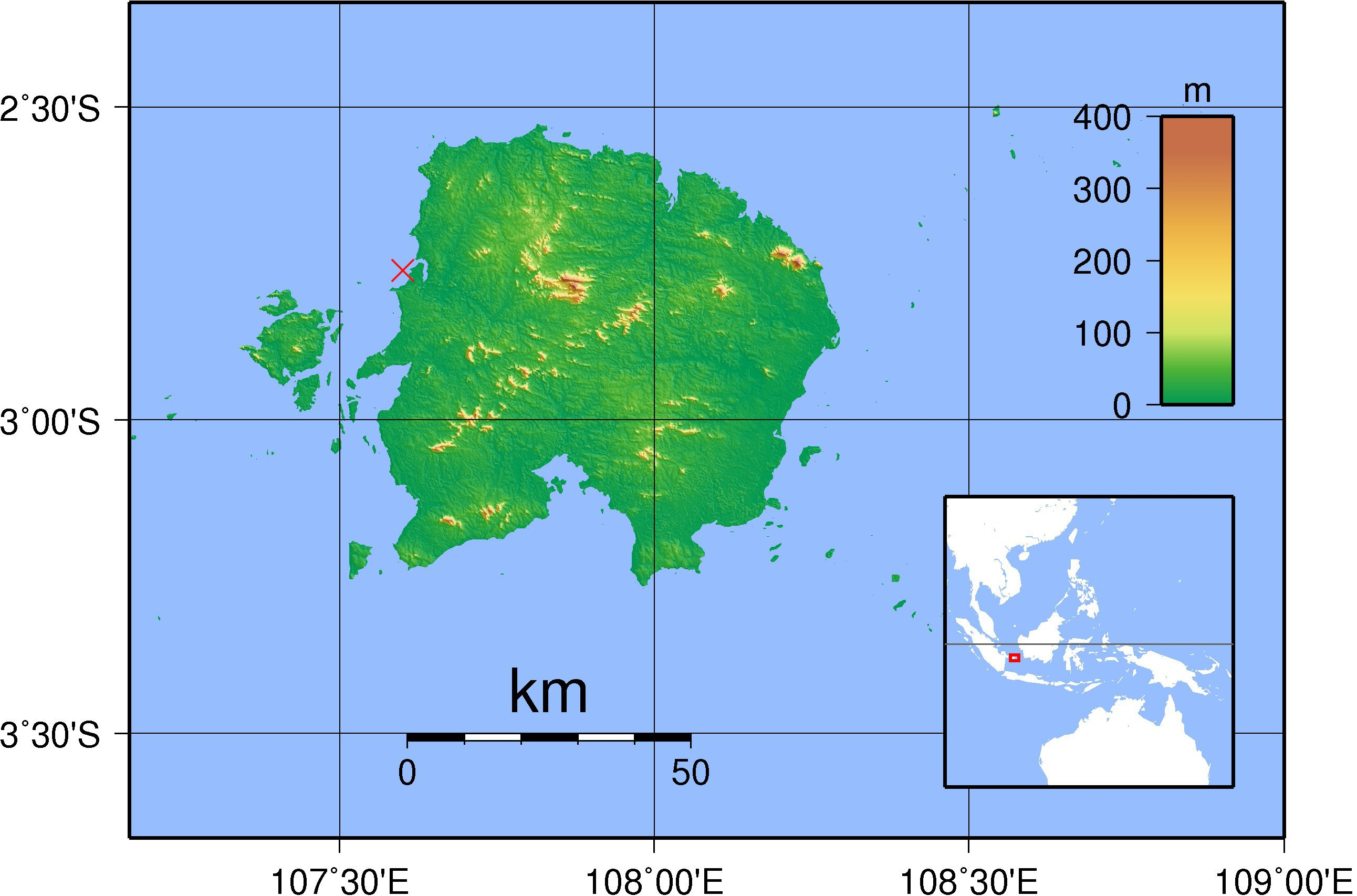
勿里洞岛地图，黑石号沉船地点用红叉标出（2°45′S, 107°35′E）

2°45′39.00″S 107°35′42.66″E / 2.7608333°S 107.5951833°E
黑石号沉船，又名勿里洞沉船或唐代沉船，是一艘公元830年左右行驶于中国至中东航线的阿拉伯帆船的遗骸。这艘船已经完成了从阿拉伯至中国的航程，但在返航中在距离今印度尼西亚勿里洞岛近1.6千米处沉没。沉船于1998年被发现，后于1998年和1999年由一家商业公司进行发掘，出水文物被新加坡政府获得。
黑石号沉船带给考古学界两大重要发现。黑石号是中国以外同一地点一次性发现的规模最大的唐代文物储藏，这些文物也被称为“唐代宝藏”。与此同时，黑石号也为研究唐代中国和中东之间的贸易路线提供了新的视角。挖掘出的文物一直被作为一个整体进行收藏。在发掘中，对遗址完整性和船只残骸的保护为考古学提供了诸多详细信息，为研究古代船舶制造方法提供了新的材料，出水文物及其样式也为中国和中东之间的古代贸易提供了新证据。

## 发现和航线

亚洲和中东地图，黑石号预期航线用红线标出，绿色指出了勿里洞岛的位置，蓝色标明了阿曼的位置

### 发现
黑石号沉船于1998年由一位渔民发现于加斯帕尔海峡16米深的海底，因发现地靠近一块黑色大礁岩得名“Batu Hitam”，中文译为“黑石号”。此后，发现地被从当地渔民手中买走，开展发掘的许可被授予印尼当地的一家公司。发掘随后在一纸合作协议下由德国人蒂尔曼·沃特方（Tilman Walterfang）及其在“海底探索”公司（Seabed Explorations）中的队伍进行，周边的安保工作则由印尼海军提供。发掘共实施了两次，第一次于1998年8月开始，第二次于1999年开始。“海底探索”公司为打捞提供了船只以及在西北季风到来前和季风期间印尼海军提供安保服务的费用。

### 航线
根据黑石号上所载的货物推测，黑石号可能从中国扬州出发，并曾在中国广州补给。黑石号沉没的地点距离常见的中国至阿拉伯航线较远，导致偏离的原因尚不清楚。大多数从中国到阿拉伯的船只都会穿过南海。这些船只会在经过廖内群岛后转向西北方向，进入马来半岛和苏门答腊之间的马六甲海峡（右图红线所示）。沉没地点勿里洞岛距离新加坡海峡有610千米，距离常见的航线有一定的距离，而船只如何进入这一区域尚没有确切的答案。经过勿里洞岛的航线更有可能是从爪哇海至马六甲海峡的船只使用的航线。

## 船只

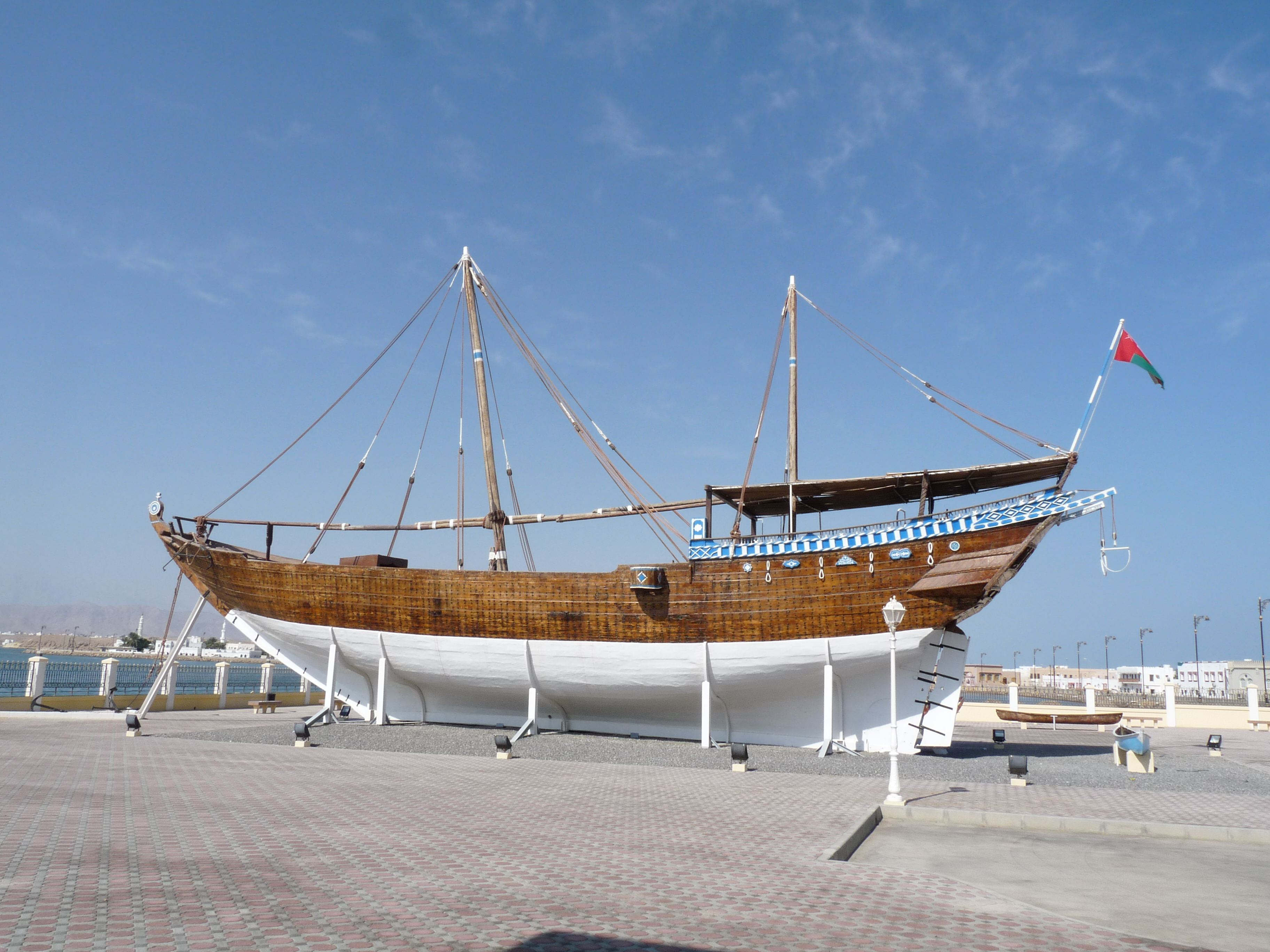
黑石号的尺寸和结构与这艘位于阿曼的阿拉伯帆船相近

黑石号为第一艘发现和发掘的古代阿拉伯沉船:101。沉船约18米长，6.4米宽，木板使用椰壳纤维制成的细绳连接而成，而不是后世阿拉伯传统的使用钉子固定的技术:101。
沉船的木材遗骸被发现于一片海洋沉积物下，因沉积物的存在，得以避开海底蠕虫的侵蚀而得到保存。同时期沉船的遗骸非常稀少，黑石号因为有这样优良的保存条件，大量的船壳遗骸存留至今。由于黑石号之前，人们并没有发现类似的阿拉伯船只，更不用说满载货物的船只，黑石号的发现为研究者提供了公元9世纪时如何建造船舶的信息。
足够的木材残留使得研究者能够分析和确定木材的树种。据估计，船只建造于西亚，被阿拉伯商人购买后用于在阿曼至中国的航线上行驶。船上不少文物的形制都受到了阿拉伯文化的影响。

### 建造技术
黑石号建造在一条长约15.3米，厚约14~15厘米的龙骨周围，据信龙骨至今保存完好。前部船首斜角为61°，艏标使用榫卯结构连接到龙骨上，并使用16毫米直径的绳索加固。船壳的木板上穿有间隔为5~6厘米的孔洞，然后缝合到船体肋骨和龙骨上。船体下半肋骨上设有内龙骨以增强强度。
参与发掘的首席考古学家迈克尔·弗莱克（Michael Flecker）比较了黑石号和同时期三种类型的沉船，认为黑石号代表的是最早于公元5世纪在东南亚使用的缝合帆船。迈克尔指出，完全由缝合法建造的船只曾在非洲海岸、阿曼、红海、印度沿岸以及马尔代夫等地都有发现。他同时指出，公元6世纪罗马史学家普罗科匹厄斯曾在书中提到，印度的海中有使用类似的用木板缝合而成的船只。尽管在黑石号之前发现的沉船中，从未发现类似的阿拉伯船只，但在晚唐人刘恂所撰地理杂记《岭表录异》中曾经提到，“賈人船不用鐵釘，只使桄榔須系縛，以橄欖糖泥之。糖幹甚堅，入水如漆也”，可能指的正是这种船只。

### 木材
沉船中木材的样品被送至澳大利亚联邦科学与工业研究组织（CSIRO）中的森林和林业产品部门，由木材辨认专家朱戈·艾利奇（Jugo Ilic）进行分析。许多样本由于糟朽严重，细胞中的纤维素已经缺失，以至于不能对木材的种属给出确切的结论。但与此同时，也有不少木材样本的种属被确定。柚木被用于制造龙骨，这种木材能够抵抗船蛆的侵蚀。天花板使用的是柏木属木材，可能是西藏柏木。艏标使用蔷薇木制成，木材属于豆目植物，可能是黄檀属或者紫檀属。沉船船尾发现的木箱则是使用桑科桂木属植物制作。
船壳所使用的木材种属并未得到明确，但据估计应是楝科崖摩属植物。大部分肋骨使用的木材同样未能确定种属，除了一根被确定为崖摩属或豆目缅茄属植物。缅茄属的三种主要物种非洲缅茄、拜宾德缅茄和厚裂缅茄主要分布在非洲的一小部分地区，从西海岸中部至东海岸呈长条形带状分布。
尽管肋骨使用了只分布于非洲一小片区域的树种，在分析了船壳的形制、树种和建造方式后，艾利奇得出结论认为，船只的建造地点可能在阿拉伯或者印度。在这一时期，两地的造船技术几乎没有区别，因而无法进行进一步的区分。印度更有可能是船只实际建造的地点，但阿拉伯地区的可能性并没有被完全排除，因为这些树木常常被阿拉伯地区进口用于建造船只。弗莱克则在2010年为赛克勒艺术馆制作的展陈目录中称，“从建造的方式、材料以及船壳的形状来看，作者可以确定勿里洞沉船就是一艘阿拉伯船只”:119。

### 遗物和复建

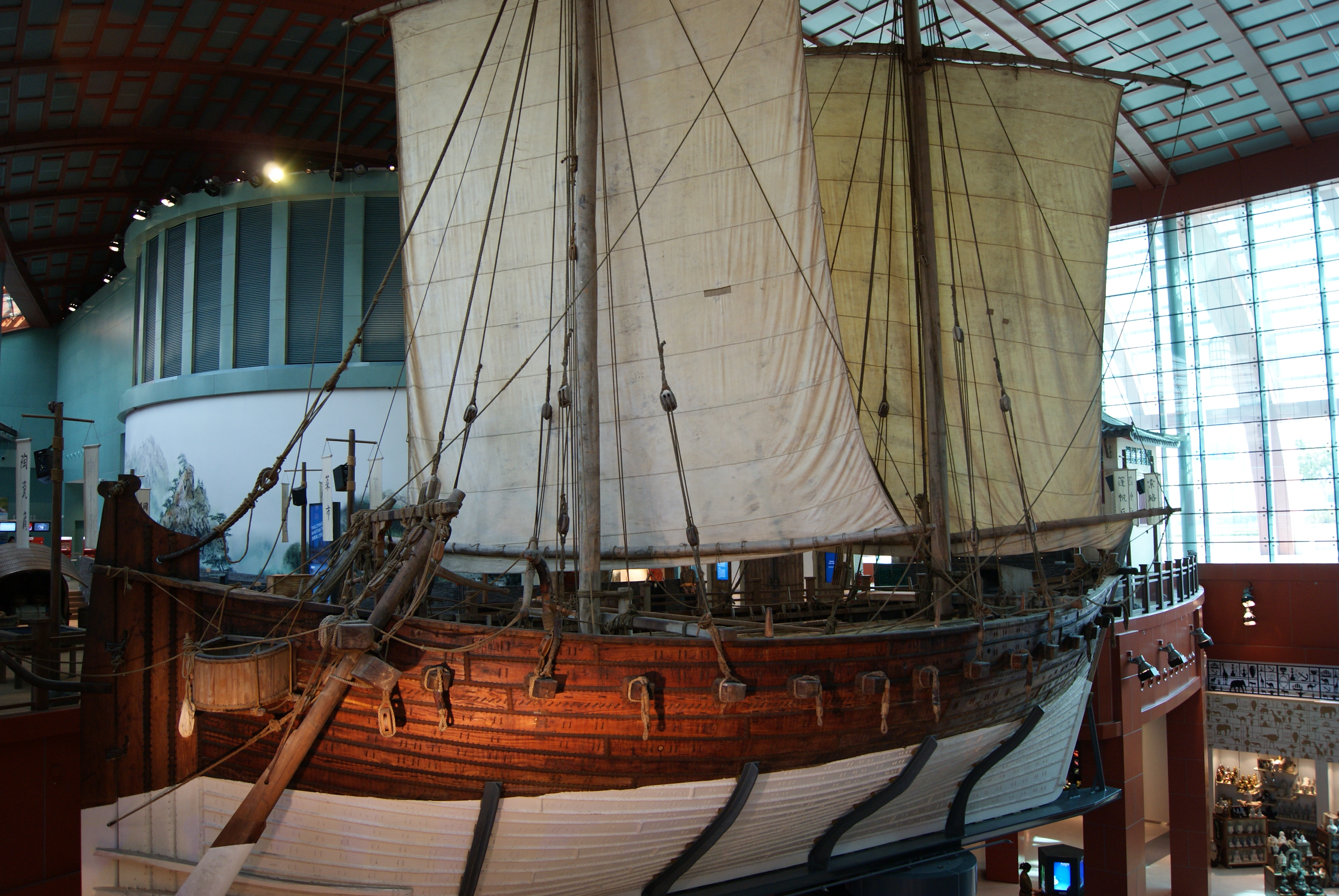
“马斯喀特之宝”船

当下对黑石号这艘阿拉伯帆船建造材料和工艺的了解主要来源于沉船本身。对沉船的复原显示，黑石号的外形与阿曼至今仍在使用的一种称为baitl qarib的船只非常相似。在沉船的船壳内，包含众多大块凝结物，其中的货物包含公元800年左右中国唐朝出产的物件，这也是黑石号沉船得名“唐代沉船”或者“唐代宝船”的原因。
船只残留的木材和文物于2011年首度向公众展示，首次展示地点位于新加坡濱海灣金沙旁的藝術科學博物館。因为黑石号发现的重要性，阿曼和新加坡政府合作建造了等比例复建的“马斯喀特之宝”船，陈列于位于圣淘沙的海事博物馆及水族馆。

## 出水文物
黑石号搭载的货物类型包含碗碟、铜镜、香料罐、水罐、明器和镀金银盒等，总数超过6万件，被纽约大都会艺术馆南亚和东南亚艺术馆馆长约翰·盖伊（John Guy）称为“最大和最丰富的9世纪早期中国南方金器及陶瓷货物窖藏”。出水文物中还包括香料和树脂，以及用于压仓的金属锭。

### 陶瓷
在黑石号沉船中，包含中国唐代长沙窑、越窑、邢窑、巩县窑等多个窑口出产的陶瓷，主要为碗碟。其中共有5.65万件长沙窑瓷器，200件越窑青瓷，350件北方白瓷（其中包含邢窑和巩县窑瓷器），200件白釉绿彩陶瓷和700余件广东窑口烧制的粗糙瓷器。这些瓷器表面的纹样反映了多样化的文化来源，从佛教的莲花形象，中亚和波斯的纹样，《古兰经》经文到伊朗流行的绿斑碗。
长沙铜官窑瓷器是6万余件黑石号文物中的大宗。这些瓷器在装船时堆叠成圆柱形，使用稻草捆扎，或者装在“杜顺”存储罐中。其中一件瓷碗有“宝历二年七月十六日”刻文，这一年号对应的年份（826年）与放射性碳定年法测定沉船中八角的年代一致，而另一件瓷碗则写有“湖南道草市石渚盂子有明樊家记”，标明了产地和生产的作坊，疑为唐代广告语，“石渚”至今仍为长沙市望城区的地名。瓷器表面有非中国传统式样的纹样，包括桫椤纹、胡人表演图案和阿拉伯文字，证明长沙窑已成为当时最重要的外销日用瓷产地。而装载长沙窑的存储罐据考证为广东新会官冲窑出产。
在出水瓷器中，仅有的三件唐代釉下彩青花瓷尤其引人注目。经过考证，这些青花瓷出产于唐代东都洛阳附近的巩县窑，发现时为最早、最完整的中国青花瓷，且与扬州唐城遗址出土的青花瓷碎片纹样类似。这种纹样在唐代陶瓷、金银器中罕见，却与同船发现的金盘上的纹样类似，当同为出口器物。黑石号上的发现证明，唐代已经可以烧造青花瓷，且已经用于出口。黑石号还曾出水一只带有“盈”字款的绿釉花口碗，以及带有“进奉”款的白釉绿彩瓷，部分学者推测为皇家用瓷，“盈”指代皇家大盈库，进而推测黑石号是否带有某种外交使命。但也有学者指出，“盈”字款白瓷在中国并非仅见于皇宫和高等级贵族墓葬，将这些题款瓷器与皇室建立联系应当谨慎。
出水陶瓷中包含一件白釉绿彩带把陶瓶，在出水的所有白釉绿彩陶器中最为引人注目。瓶高约一米，长颈圆腹，腹底设有喇叭形，颈上设有瓣口，口沿和肩部设有泥条三股式把，把上端装饰有蛇头。船中另有一件绿釉带榫龙首，可与壶口大体吻合，疑为器盖:13。器物上的纹样见于出水的其他器物上，而不见于中国发现的瓷器。此瓶无法持重，因而并非实用器。在中国境内，类似器型的器物多作为明器使用，例如河北蔚县榆涧唐墓出土的绿釉带把瓶。

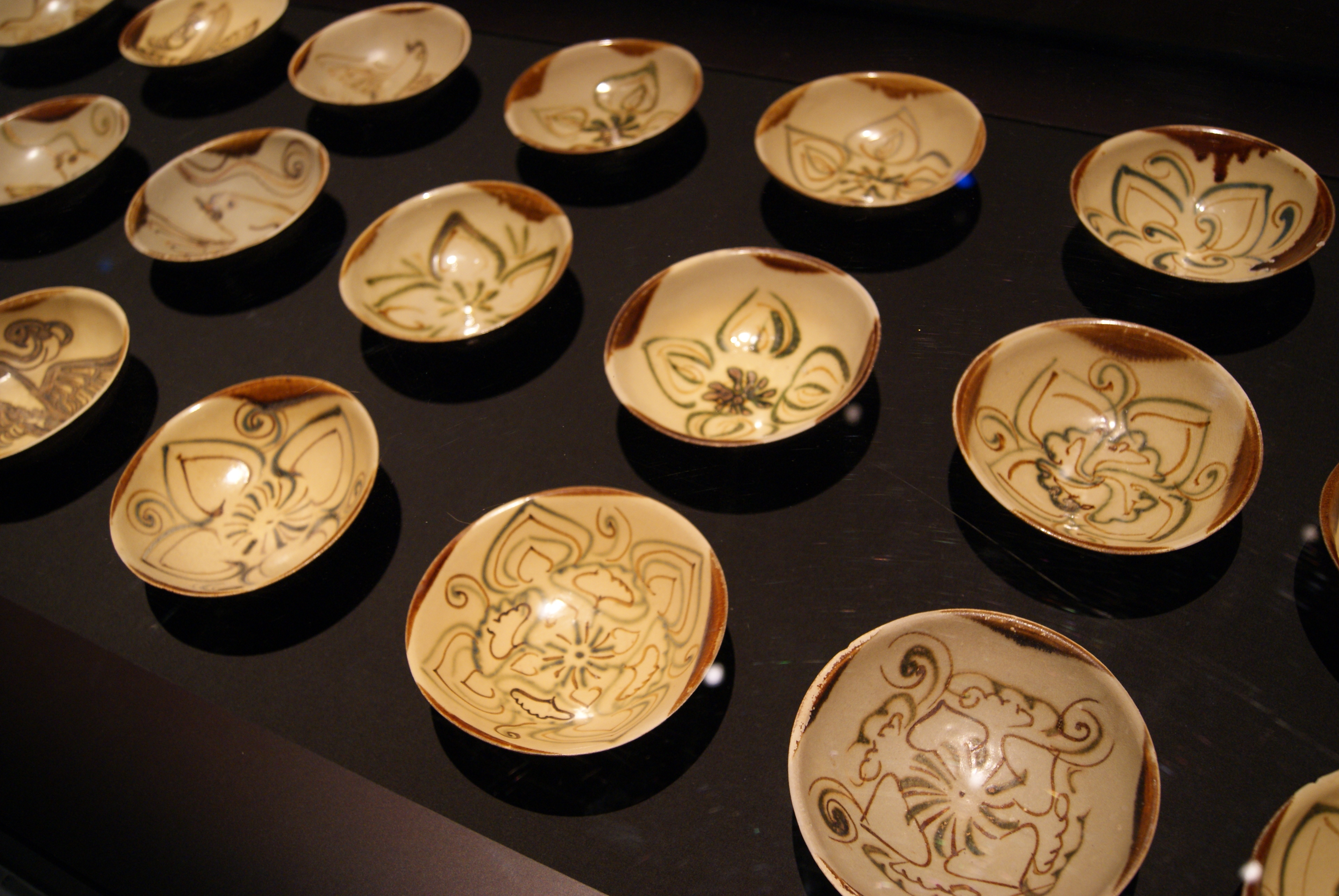
长沙铜官窑生产带有阿拉伯风格的碗
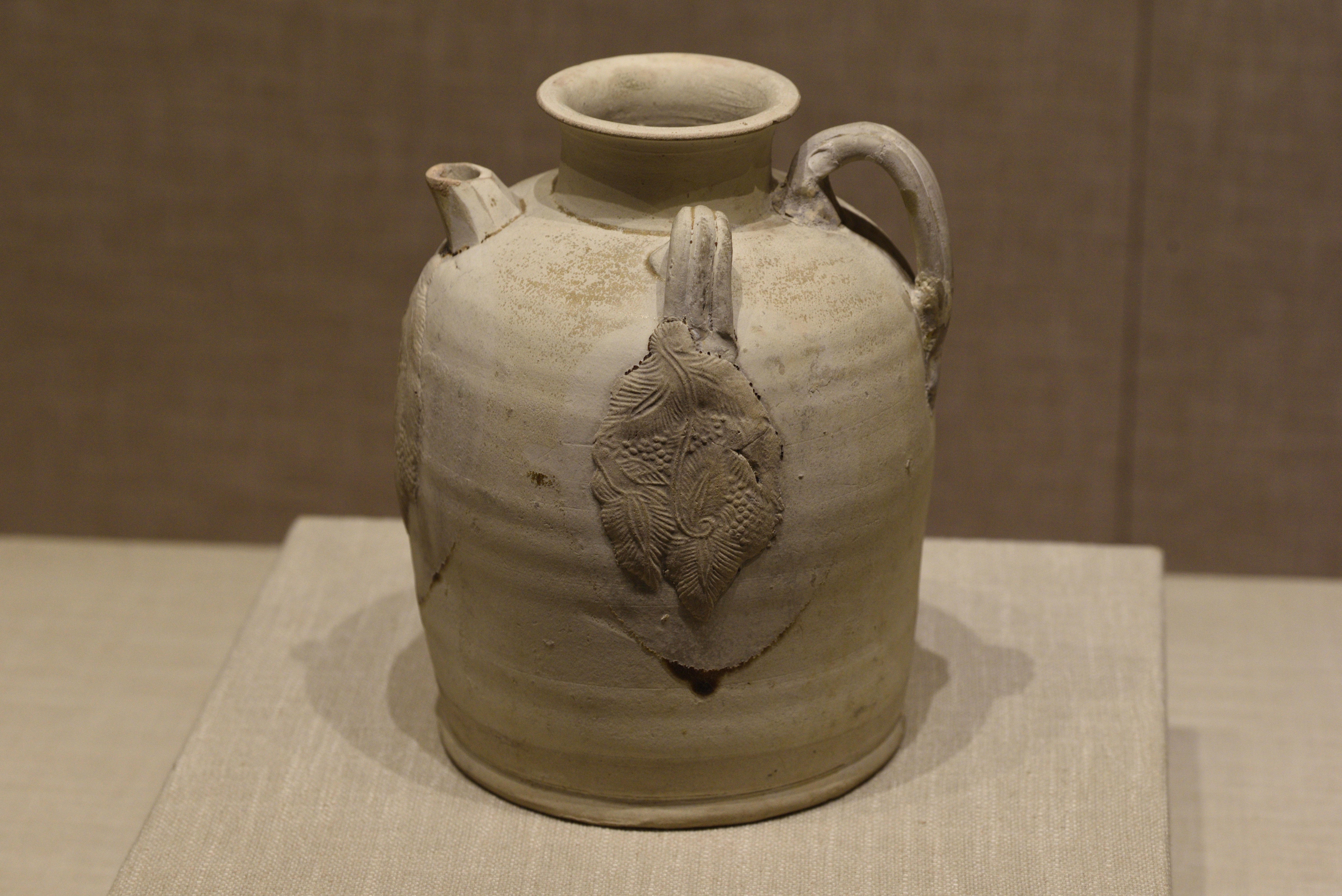
长沙窑青釉椰枣纹模印贴花执壶
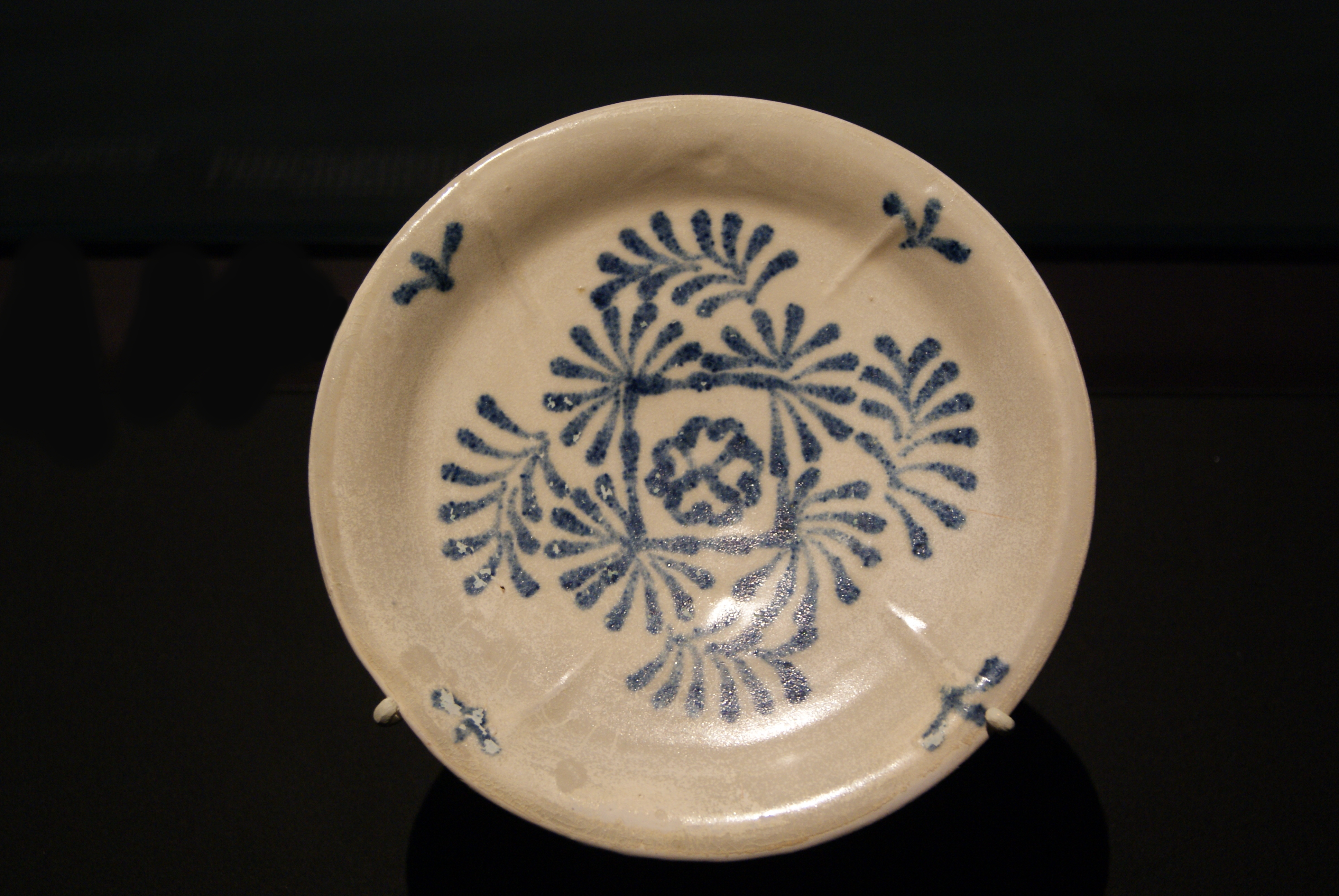
蓝花白釉浅碟，为唐代青花瓷重要实例
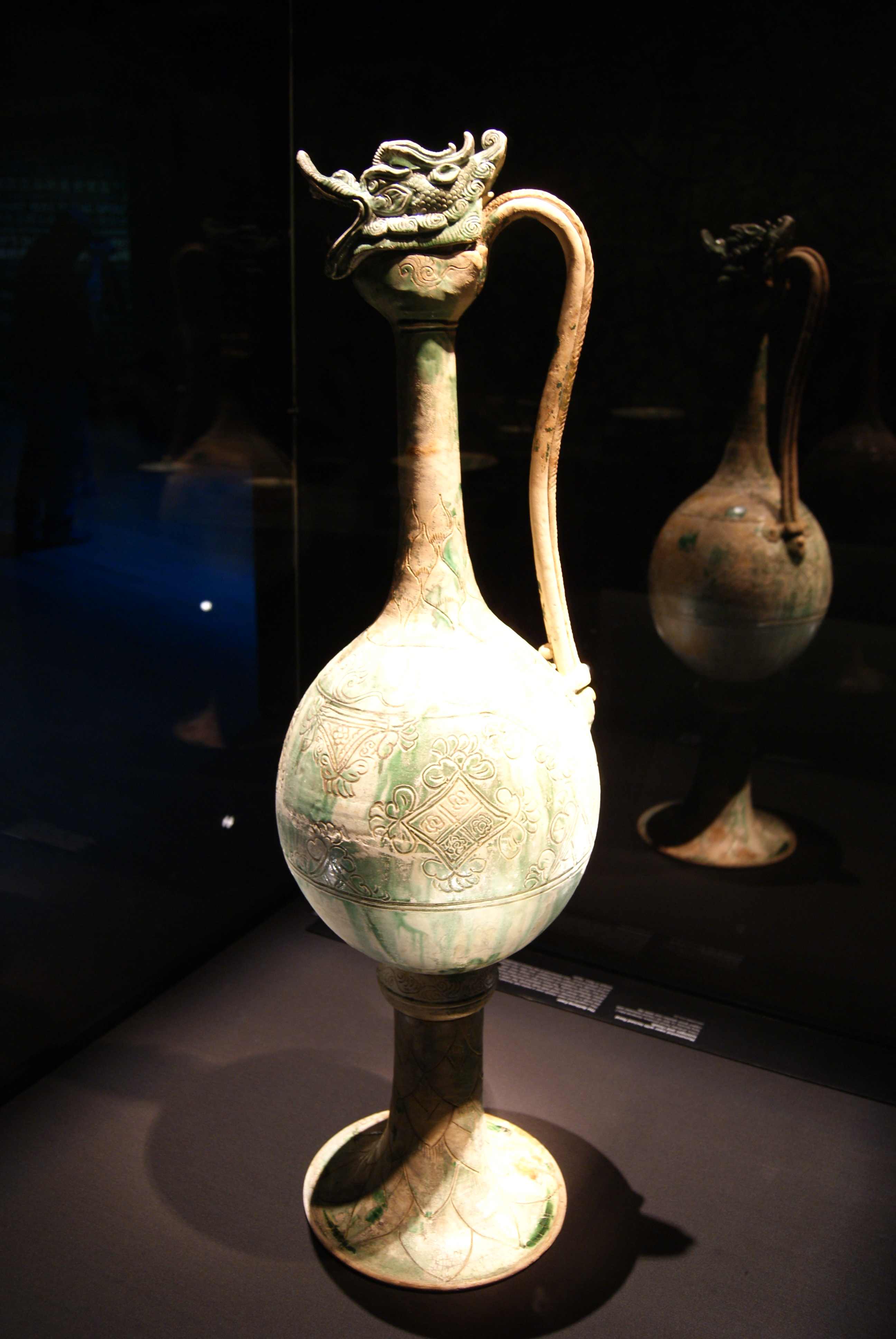
白釉绿彩划花龙首执壶，又名“勿里洞壶”，疑为巩县窑出产

### 金属器
黑石号中包含有30件金银器和18件银锭。其中有多件曲瓣银盒，造型如云朵，为唐代中国南方常见的器型。一件方形金盆的纹样类似芭蕉叶，中心形成佛教文物中可见的“卍”字符。为存世孤品。出水金器中还包含一件八棱胡人伎乐金杯，为已知同类器物中最大。杯高10厘米，呈八边形，杯面贴有乐师和胡人舞者形象，杯把和指垫上同样有卷发的胡人头像。该金杯的形制与1970年何家村窖藏出土的金杯类似，出现于唐代前期，为受到粟特文化影响而产生的器物。
黑石号中还包含30枚铜镜，包含中国铜镜和部分南亚铜镜。出水的铜镜中，包含汉代、隋代的铜镜以及唐代早期数量最多的葡萄纹镜。其中的葡萄纹镜可能是中晚唐的仿制品，也有可能是市售早期铜镜。在所有的出水铜镜中，一面扬州生产的“江心镜”最为引人注目。铜镜大约制造于759年，铭文为“唐乾元元年戊戌十一月廿九日于扬州扬子江心百炼造成”，镜面带有四神和八卦纹饰，类似铜镜在唐代曾用于出海远航时的祭祀活动。

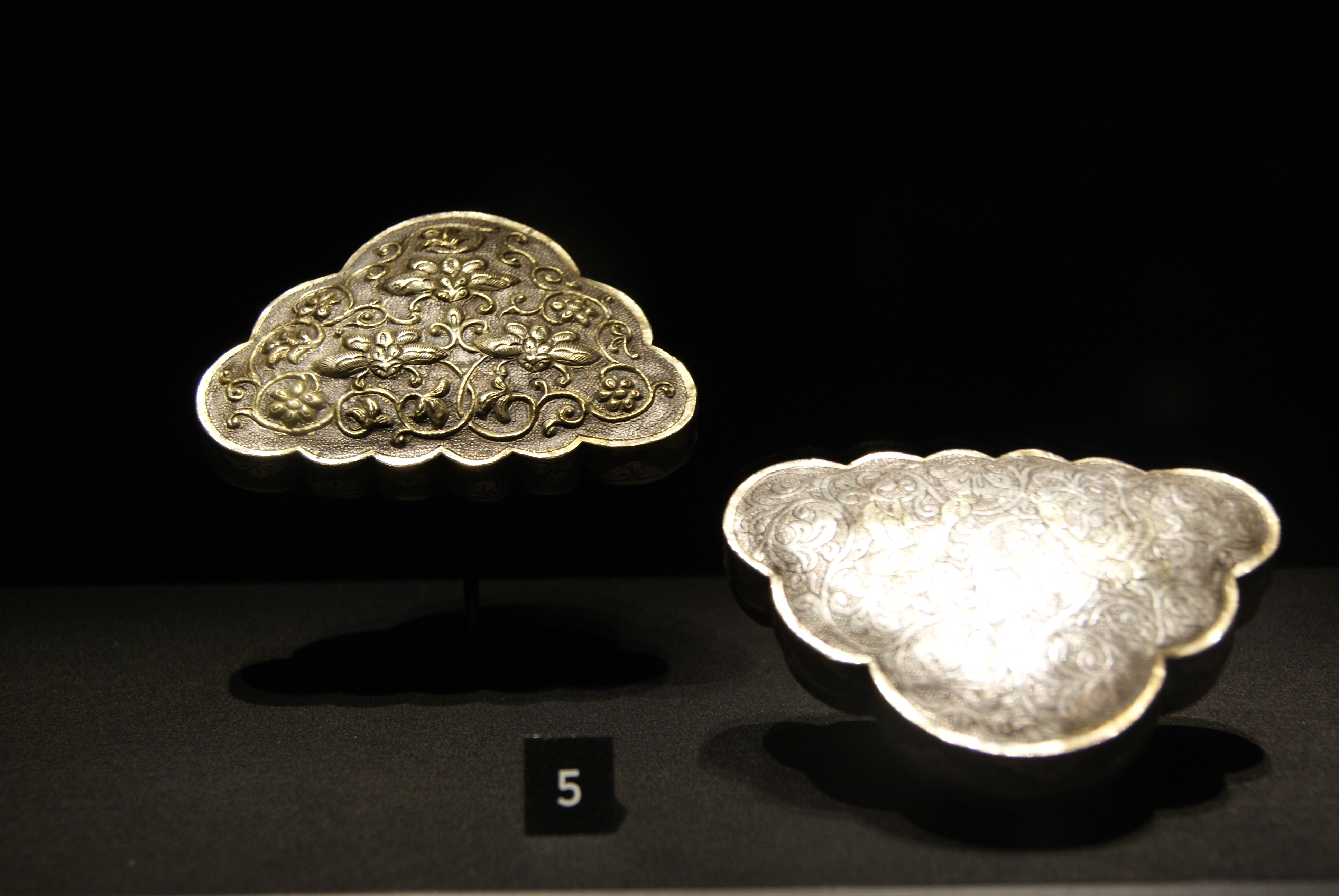
银盒
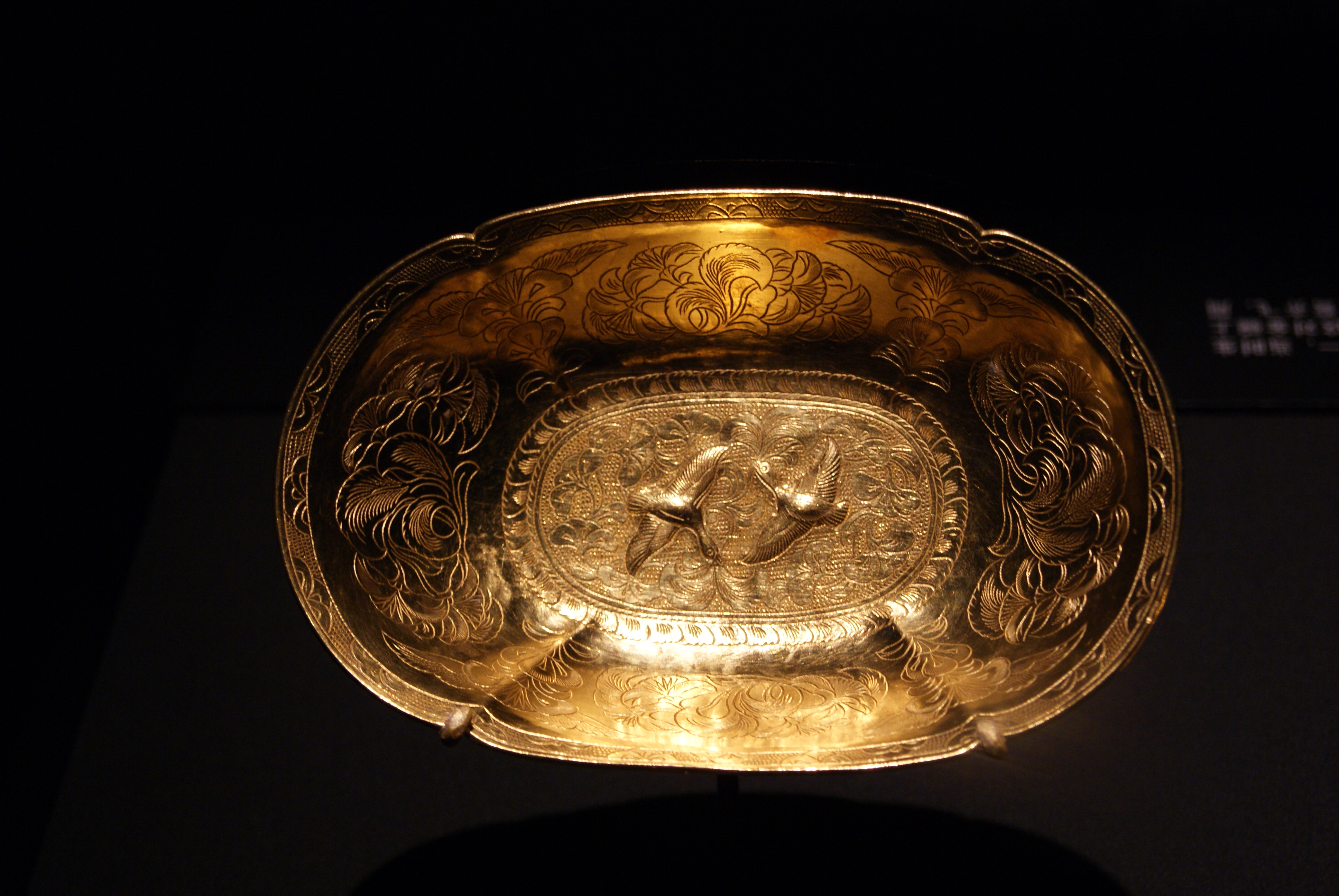
天鹅团花金碟
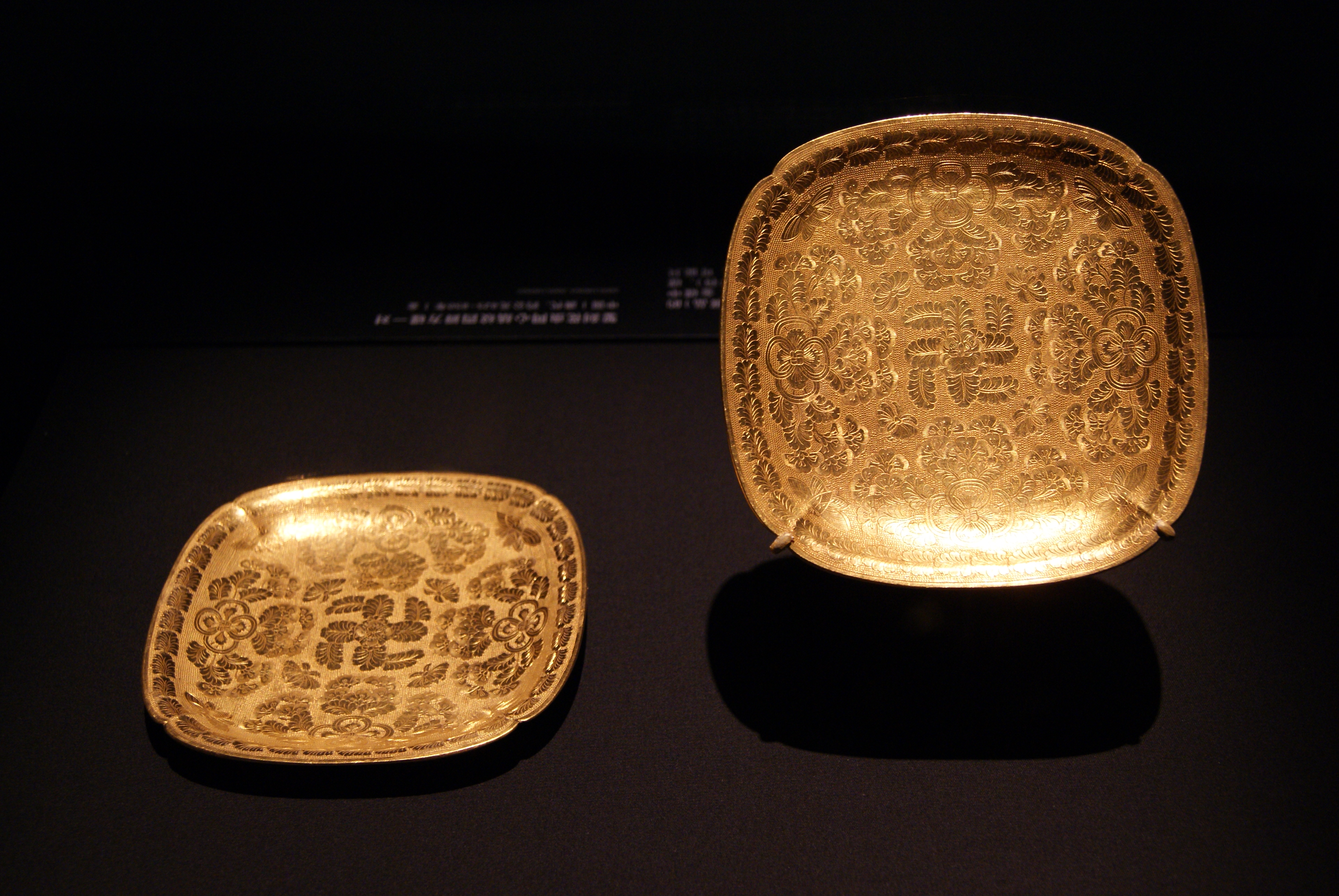
蕉叶纹“卍”字符金碟
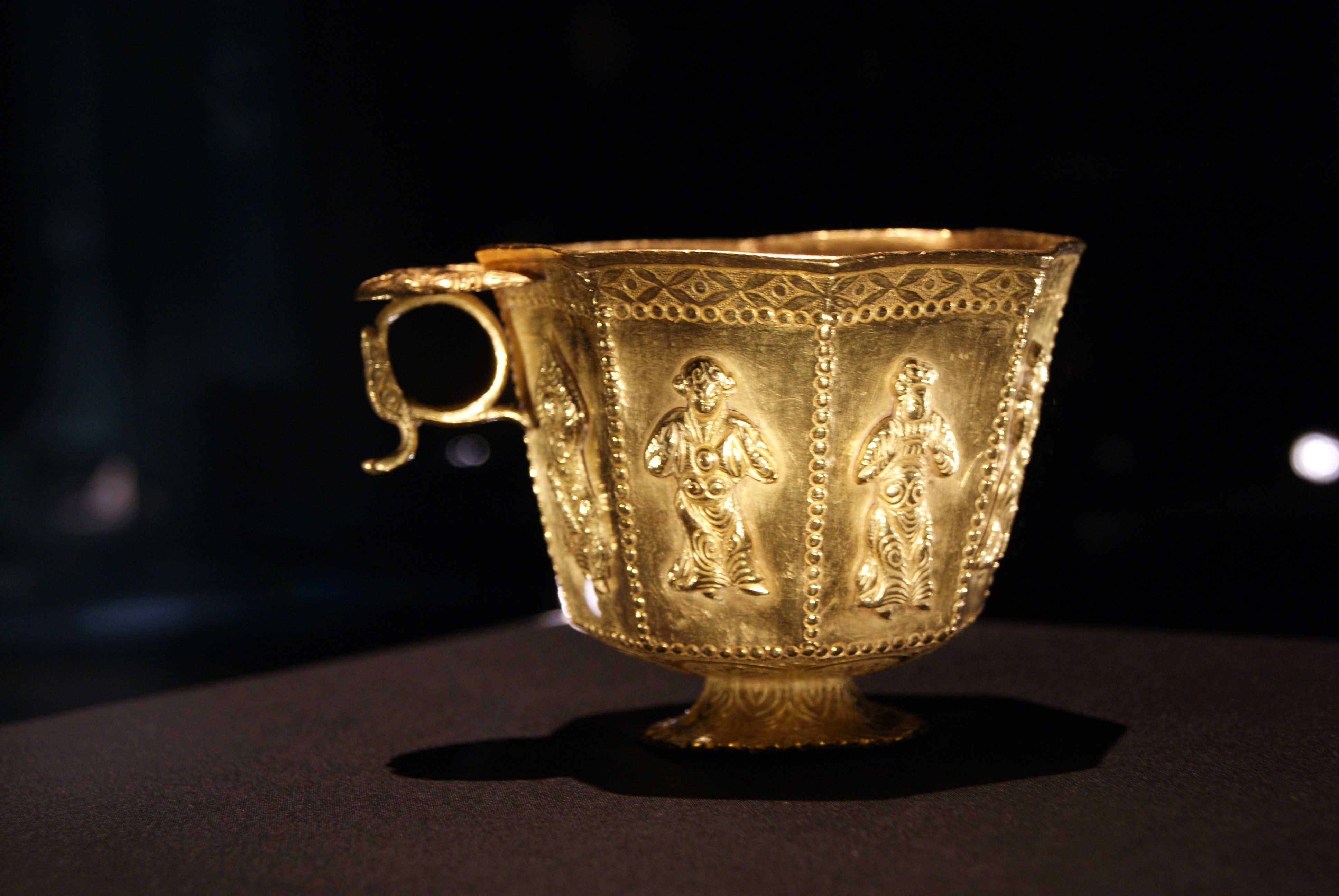
八棱胡人伎乐金杯
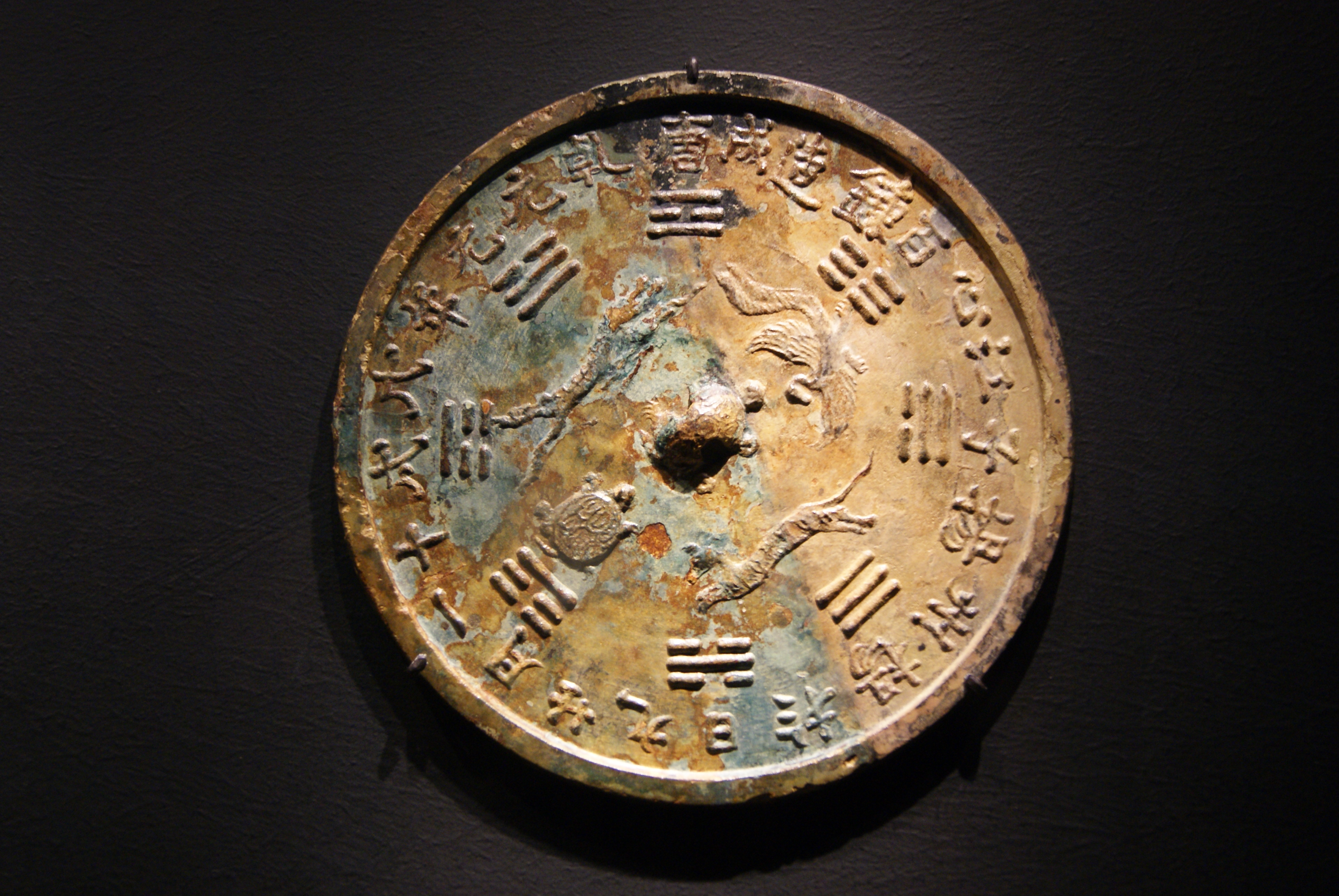
江心镜

### 收藏和展示
蒂尔曼·沃特方的公司和原印尼打捞公司达成过合作协议，该协议禁止黑石号文物拆分出售。尽管在发现后，黑石号也曾遭到多次盗掘，尤其是在两次发掘之间， 沃特方仍然将这组出水文物视为一组可从中获知器物原始上下文信息的完整收藏。赛克勒美术馆馆长朱利安·雷比（Julian Raby）称这批文物提供了“获知中国（古代）工业能力和全球贸易的空前的视角”。出水文物在一间私人保护机构中保存了6年，进行包括除盐在内的保护措施，开展研究工作，并在海底探索公司进行复原。这项工作由曾在美因茨罗马-德意志中央博物馆接受训练的安德雷斯·雷特尔（Andreas Rettel）协助进行。故宫博物院资深研究员、中国著名古代陶瓷专家耿宝昌参与鉴定了这批瓷器。
黑石号出水文物最初开价4000万美元。2005年，在邱德拔后人捐助下，由当时的新加坡圣淘沙娱乐集团（后改为圣淘沙发展局）花费3200万美元购得。此后文物由新加坡政府获得，并租借给新加坡旅游局。首次面向公众的展览由美国史密森尼学会、弗利尔艺术馆、赛克勒美术馆、新加坡旅游局和新加坡国家遗产委员会合作举办，于2011年2月19日至7月31日在新加坡藝術科學博物館举行。黑石号文物目前的永久收藏地点为新加坡亚洲文明博物馆中的邱德拔艺术馆。
中国湖南省博物馆曾在2007年从新加坡和印度尼西亚征集到23件黑石号出水长沙窑瓷器，位于天津的国家海洋博物馆也有收藏。2017年9月，中国长沙铜官窑遗址博物馆从最初的发掘者蒂尔曼·沃特方的个人收藏中征集了162件黑石号文物，包含长沙窑、越窑、邢窑、广东窑等瓷器，其中铜官窑97件。这批文物于2017年11月10日抵达铜官窑遗址，为中国首组批量收藏的黑石号文物。为纪念中新建交30周年，上海博物馆曾于2020年举办“宝历风物——黑石号沉船出水珍品展”，借展亚洲文明博物馆的168件黑石号文物，并与何家村窖藏、扬州唐城遗址、巩义窑等处出土文物作对比展出，借以展现9世纪唐代对外贸易和社会生活的状况。

## 争议
史密森尼学会下属的赛克勒美术馆原计划在2012年年初举办黑石号文物在美国的首展，开展日期与该美术馆成立25周年庆定在同一天。但在2011年，一批来自美国国家科学院的考古学家和人类学家向史密森尼学会写信，对这项展览计划提出批评，随后美术馆推迟了这项展览。来自美国考古学会、美国海事博物馆协会和国际水下文化遗产委员会以及史密森尼学会内部的批评者认为，黑石号的发掘是为了商业利益而进行。发掘进行得过于迅速，以至于损失了附着于船只和货物上的历史信息，他们要求重新考虑这次展览是否应该进行:1。其他学者则质疑黑石号的发掘不符合水下考古相关的国际公约，而史密森尼学会对黑石号文物的展览是对盗宝行为的鼓励。2011年6月28日，赛克勒美术馆推迟了原定的展览计划，而此项展览直至2017年方才在纽约亚洲学会博物馆进行。
发掘人沃特方承认，整个发掘“毫无疑问是不够理想的”:2，因为印尼政府因担心盗宝行为，命令海底探索公司进行了全天候的发掘:1。支持者认为，对黑石号的发掘在印尼政府的请求下展开，符合印尼当地的法律，并符合当时的国际公约。部分学者对商业介入黑石号发掘表示支持，新加坡东南亚研究所研究员陆彩霞称，黑石号的发掘是“在东南亚困难的条件下进行的一项可敬的工作”，与其他商业行为不同，“沃特方的公司在发掘时正确记录了沉船的结构，保持了货物的完整性，考古发现得到了保留、研究、归类和出版”，“很难想象在没有商业行为介入下，这一工程将如何开展”。
在1993年9月10日由国际海事博物馆协会通过的水下考古决议中，禁止参会博物馆在明知文物是近期（1990年后）盗窃、非法出口、非法打捞或从商业发掘的历史或考古遗址中提取后依然收藏或展出。在黑石号发掘结束后的2001年，联合国教科文组织修订了《保护水下文化遗产公约》，建议对水下文化遗产优先选择原地保护，同时指出以交易或投机为目的进行水下文化遗产开发和遗产保护原则不符，水下文化遗产不得作为商品交易。